# Russell Latapy
Russell Latapy   (Port-of-Spain, 2 d'agost de 1968) és un exfutbolista de Trinitat i Tobago de les dècades de 1990 i 2000.
Fou 81 cops internacional amb la selecció de Trinitat i Tobago.
Pel que fa a clubs, destacà a FC Porto, Hibernian FC, Rangers FC i Falkirk).